# لوري إيفانز (سياسي)
لوري إيفانز هو سياسي كندي، ولد في 14 أكتوبر 1933، وتوفي في 19 يونيو 2016.